# Stende
Stende (deutsch: Stenden) ist eine Kleinstadt im Westen Lettlands. Im Jahre 2022 zählte sie 1.551 Einwohner.
Der Ortsname kommt vom Flüsschen Stende, das hier vorbeifließt.

## Geschichte
Der Ort entstand auf dem Gebiet des seit dem 14. Jahrhundert bestehenden Rittergutes Stenden, als 1904 eine Bahnstation an der Strecke Riga – Ventspils eingerichtet wurde. Im Ersten Weltkrieg wurde Stende 1915 von deutschen Truppen besetzt. Sie ließen zur besseren Verkehrsanbindung des Hafens Roja eine Schmalspurbahn von dort über das heutige Valdemārpils und Talsi nach Stende bauen, wo diese auf die Hauptstrecke traf. Wenig später kamen Zweigstrecken in Richtung Dundaga – Mazirbe – Ventspils sowie nach Mērsrags hinzu. All diese Schmalspurstrecken wurden 1963 stillgelegt.
1991 wurden Stende die Stadtrechte verliehen.
|  |  |  |